# Jörg Fügner
Jörg Fügner (* 26. Juni 1966 in Weißenfels) ist ein ehemaliger deutscher Fußballspieler. In der höchsten Spielklasse des DDR-Fußballs, der Oberliga, spielte er für den BFC Dynamo.

## Sportliche Laufbahn

### Gemeinschafts-, Club- und Vereinsstationen
Jörg Fügner begann mit sieben Jahren bei der SG Dynamo Halle-Neustadt das Fußballspielen. Nach einem Überprüfungslehrgang in Eisleben wurde er 1980 zum BFC Dynamo delegiert. Unter Trainer Jürgen Bogs schaffte der defensive Mittelfeldspieler im Herbst 1985 den Sprung in das Oberligateam der Berliner. Fügner gehörte in der Folgezeit nicht immer zur Stammbesetzung des DDR-Rekordmeisters, kam aber bis 1992 auf insgesamt 112 Punktspieleinsätze. In der Oberliga sind für ihn bis zur Auflösung der Spielklasse im Zuge der Zusammenführung von ost- und westdeutschem Fußball 92 Partien mit zwei Treffern notiert. Mit den Weinroten gewann er drei DDR-Meistertitel sowie im Jahr 1988 und 1989 gegen den FC Carl Zeiss Jena und den FC Karl-Marx-Stadt auch zweimal den FDGB-Pokal.
Auf internationaler Ebene absolvierte Fügner für den BFC im Europapokal der Landesmeister gegen Girondins Bordeaux, Bröndby Kopenhagen und Örgryte Göteborg sowie im Europapokal der Pokalsieger gegen Valur Reykjavík und die AS Monaco insgesamt sieben Einsätze.
Nach dem Scheitern der Berliner in der Qualifikation zur 2. Fußball-Bundesliga wechselte Fügner 1992 zur SpVgg Bayreuth. Bereits im Frühjahr 1993 lief er einmal für den Halleschen FC auf, dem er auch 1993/94 angehörte. Nach einer Zwischenstation beim FC Halle-Neustadt heuerte der ehemalige Erstligakicker 1997 beim Brandenburger SC Süd 05. Dort ließ Fügner im Spieljahr 2004/05 seine Laufbahn ausklingen.

### Auswahleinsätze
Mit seinen guten Leistungen beim Serienmeister BFC Dynamo machte er Mitte der 1980er-Jahre auch die Auswahltrainer des DFV auf sich aufmerksam. Zwischen 1986 und 1987 wurde Fügner in neun Partien der DDR-U-21-Auswahl eingesetzt.